# Hyundai i30
 (кореј. 현대 i30) је аутомобил ниже средње класе, који производи јужнокорејска фабрика аутомобила Хјундаи од 2007. године. Тренутно се производи у трећој генерацији. I30 дели своју платформу са Кијом сид, доступан као хечбек са троја врата (2011–2016), хечбек са петоро врата, караван са петоро врата и лифтбек са пет врата (2016–данас), са избором између три бензинска мотора и два дизел мотора, било са ручним или аутоматским мењачем.
I30 се продаје заједно са петом генерацијом Хјундаи елантре у Сједињеним Државама и Канади у почетку као Елантра Туринг пре него што је преименован у Елантра ГТ. Друга генерација i30 представљена је у септембру 2011. на Салону аутомобила у Франкфурту.

## Историјат
I30 је компактни аутомобил где се продаје на већини светских тржишта (у Северној Америци се зове другачије). Он је у ствари елантра, али замењује елантру у хечбек и караван варијанти (осим у Сингапуру), што је веома слично како је био Тојота аурис заменио Тојоту королу као хечбек и караван.
I30 је годинама био сличан са Хјундаијем елантром, Кијом сид и Кијом форте. Конкуренти су му: Тојота корола, Хонда сивик, Мазда3, братски конкуренти Кија сид и Кија форте, Форд фокус, Фолксваген голф, Опел астра, Рено меган, и други.

### Прва генерација (2007–2012)
Прва генерација се нашла на европском тржишту 2007. године. Прва генерација Хјундаија i30 осмишљена је у Риселсхајму, Немачка, у Хјундаијевом дизајнерском и техничком центру. Дизајнер је Томас Биркле.
I30 је постигао 4,2 на Euro NCAP креш тестовима за модел из 2008. и представља побољшање у односу на 3,9 постигнут током модела из 2007. године. Међутим, када је дошао редизајн, добио је 5 звездица на Euro NCAP креш тесту.
I30 је добио пуну оцену безбедности од пет звездица од стране Аустралазијског програма за процену нових аутомобила.
I30 проглашен за најбезбеднији увезени аутомобил средње величине у Аргентини.
Прва генерација I30 званично је представљена у Малезији у јулу 2009. године где су била доступна два мотора: 1.6 L (ручни и аутоматски) и 2.0 L (само аутоматски).

Уграђивали су се бензински мотори од 1.4 (109 КС), 1.6 (124 КС), 2.0 (145 КС) и дизел мотори од 1.6 CRDi (90 и 115 КС), 2.0 CRDi (140 КС).
- I генерација, предњи поглед
- I генерација, задњи поглед, Хечбек (Комбилимузина)
- I генерација, задњи поглед, Караван
- ентеријер
- I генерација, редизајн, предњи поглед
- I генерација, редизајн, задњи поглед, Хечбек (Комбилимузина)
- I генерација, редизајн, задњи поглед, Караван

#### i30 blue
i30 blue је варијација са Старт&Стоп технологијом (названа Idle Stop and Go). Верзије за Уједињено Краљевство долазиле су са 1.4 L, 1.6 L бензинским или 1.6 L дизел мотором, у оба модела каросерије са петоро врата или караван. Оцена емисије ЦО2 за 1.6Л бензинске моделе смањена је на 142г/км (са 152г/км). Аутомобил је представљен на сајму аутомобила у Женеви 2009. године, а произведен је у Ношовицама, Чешка Република.

### Друга генерација (2011–2017)
Хјундаи је представио своју следећу потпуно нову генерацију i30 на Међународном сајму аутомобила у Франкфурту 2011. Нови i30 је такође као и прошла генерација дизајниран и пројектован у техничком центру Hyundai Motor Europe у Риселсхајму у Немачкој и нуди избор од четири мотора са укупно шест опција снаге и емисијом ЦО2 испод 100 г/км захваљујући унапређеној 1,6-литарској дизел јединици. Такође као и прошлу генерацију, дизајнер  је Томас Биркле. Следећа генерација i30 почела је да се продаје у Европи почетком 2012, као хечбек са петоро врата. Производи се у Европи у производном погону компаније у Ношовицама, Чешка Република.
Лансиран је у Јужној Кореји од 20. октобра 2011. и то је други модел под Хјундаијевим Premium Youth Lab брендом. Нови корејски i30 се нуди са 1.6-литарским Gamma GDi мотором и 1,6Л VGT дизел мотором.
Друга генерација i30 постала је доступна у Сједињеним Државама у лето 2012. за моделску годину 2013, као Хјундаи елантра ГТ, заменивши Елантра Туринг натписну плочицу. Имао је премијеру на сајму аутомобила у Чикагу 2012, заједно са новим Хјундаи елантра купе, са истим 1,8-литарским Nu MPI мотором као и оригинална Елантра МД лимузина. У 2014. 1.8-литарски мотор је замењен 2.0-литарским Nu GDI мотором, због мишљења критичара да 1.8-литарски мотор није био довољно спортски за ГТ надимак. Доступна у једном нивоу опреме, Елантра ГТ је нудила неколико различитих пакета опција који су додали додатне карактеристике. Стаклени панорамски кров је доступан као опција.

Уграђивали су се бензински мотори од 1.4 (100 КС), 1.6 GDI (130 и 136 КС), 1.6 T-GDI са турбином (186 КС) и дизел мотори од 1.6 CRDi (90, 100, 128 и 136 КС).
- II генерација, предњи поглед
- II генерација, задњи поглед, Хечбек (Комбилимузина)
- II генерација, задњи поглед, Караван
- Ентеријер
- II генерација, редизајн, предњи поглед
- II генерација, редизајн, задњи поглед, Хечбек (Комбилимузина)
- II генерација, други редизајн, предњи поглед
- II генерација, други редизајн, задњи поглед, Хечбек (Комбилимузина)

### Трећа генерација (2016–)
Хjундаи је представио трећу генерацију i30 на Салону аутомобила у Паризу 2016. Аутомобил је представио нови дизајнерски језик за бренд под називом „Каскадна решетка“. Лансиран је за тржиште Северне Америке 2017. године као модел за 2018. као елантра ГТ. За 2019. моделску годину, само за европска тржишта, Хјундаи је стандардизовао предњи дизајн i30 фестбек, за све верзије i30. (Изузев модела i30 N-Line и i30N).
Хјундаи i30 Фестбек заменио је елантру на тржиштима ЕУ где се продавао до јесени 2017, где је био представљен на Салону аутомобила у Франкфурту.

Уграђивали су се бензински мотори од 1.0 T-GDI (120 КС), 1.4 T-GDI (140 КС), 1.5 T-GDI (160 КС), атмосферски 1.4 (100 КС), 1.5 (110 КС) и дизел мотор од 1.6 CRDi (110, 115 КС и 136 КС).
- III генерација, предњи поглед
- III генерација, задњи поглед, Хечбек (Комбилимузина)
- III генерација, задњи поглед, Караван
- III генерација, Фестбек, предњи поглед
- III генерација, задњи поглед, Фестбек
- Ентеријер
- III генерација, редизајн, предњи поглед
- III генерација, редизајн, задњи поглед, Хечбек (Комбилимузина)
- III генерација, Фестбек, редизајн, предњи поглед

## Спољашне везе
- Званичан веб-сајт у Чешкој
Hyundai i30 на сродним пројектима Википедије:Медији на ОставиПодаци на Википодацима